# Armonk
Armonk ist ein für die Volkszählung amtlich festgelegter Ort (census-designated place). Er liegt im Westchester County, Bundesstaat New York, USA. Armonk hat 4495 Einwohner (Volkszählung 2020) und ist Hauptsitz des IT-Konzerns IBM.

## Geographie
Armonk liegt im Süden des Bundesstaates New York und ist Teil der Metropolregion der Stadt New York (New York metropolitan area). Die Fläche von Armonk beträgt 15,85 Quadratkilometer. Davon sind 15,76 Quadratkilometer Land (99,43 Prozent) und 0,09 Quadratkilometer (0,57 Prozent) Wasser.

## Wirtschaft
Die Firma IBM hat ihre Hauptverwaltung für ihre weltweiten Aktivitäten in Armonk. Der Wissenschaftliche Verlag M.E.Sharpe sitzt ebenfalls in Armonk.

## Bildung
Das Louis Calder Center der Fordham University und die North Castle Public Library befinden sich in dem Ort.

## Söhne und Töchter der Stadt
- George London (1920–1985), Opernsänger
- Dave Barry (* 1947), Schriftsteller
- Eddie Cahill (* 1978), Schauspieler
- Peter Gallagher (* 1955), Schauspieler
- Preston Reed (* 1955), Gitarrist